# Lorenzo Hammarsköld
Lorenzo Hammarsköld, rodným jménem Lars Hammarskjöld (7. dubna 1785, farnost Tuna, Vimmerby, kraj Kalmar – 15. října 1827, Stockholm) byl švédský knihovník, romantický básník, literární kritik a historik a překladatel patřící do romantické skupiny tzv. fosforitů  (podle časopisu Phosporos) z Uppsaly.

## Život
Narodil se v rodině komorníka Carla Gustafa Hammarskjölda a byl v páté linii potomkem švédského šlechtice Pedera Mikaelssona Hammarskjölda. Roku 1801 začal studovat na Uppsalské univerzitě řečtinu, filozofii a estetiku, ale nepodařilo se mu získat doktorát. Přestěhoval se proto roku 1806 do Stockholmu, kde získal práci v Královské knihovně, kterou vykonával po zbytek svého života; nejprve jako pomocný a nakonec od roku 1826 jako královský knihovník. V roce 1809 uzavřel šťastné manželství s Johannou Charlottou Gyllenpalmovou (1782-1848). Zemřel ve Stockholmu.

## Dílo
Hammarsköld byl neuvěřitelně pracovitý a během svého života vystupoval v mnoha rolích – jako básník, překladatel, kritik, historik filozofie a literatury knihovník, publicista a diskutér. Stal se jednou z ústředních postav nastupujícího romantismu, které stálo v opozici k esteticko-literárnímu osvícenskému ideálu staré školy, přestože jeho pověst na dlouhou dobu zastínila Tegnérova pomlouvačná báseň Lorenzo Hammarspik z roku 1814, která vznikla poté, co Hammarsköld vynesl hanlivé soudy v recenzi na jednu Tegnérovu báseň.
V roce 1804 publikoval článek o Ludwigu Tieckovi a Novalisovi, který vzbudil velkou pozornost. Stal se přítelem Pera Daniela Amadea Atterboma a členem jím založeného romantického literárního sdružení Aurora (Auroraförbundet). Své kritiky a polemiky vydával v časopisech Polyfem (1809–1812), Phosporos (1810-1813), ve vlastním časopise Lyceum (1810-1811), ve Svensk Literatur-Tidning (1813-1824) a v dalších. Vystupoval jako stoupenec německého romantismu, vedl polemiky namířené proti jednostranné víře osvícenců v rozum a proti francouzskému vlivu na švédskou literaturu. Psal eseje, literárně-historické, filosofické a filologické články a kritiky. Jeho vlastní literární tvorba ( básně, próza i dramata) je méně důležitá.
Jako překladatel se Hammarsköld zaměřoval na dříve nepřeloženou literaturu starověku a renesance a do švédštiny převáděl díla napsaná v hexametru nebo v elegickém distichonu, o kterých bylo tvrzeno, že nejdou do švédštiny odpovídajícím způsobem přeložit. V roce 1809 vyšel jeho překlad 22. zpěvu Iliady, za který obdržel cenu od Královské společnosti umění a věd v Göteborgu.
Rovněž je připomínán, že jako jeden z prvních rozpoznal talent básníka Erika Johana Stagneliuse, který předčasně zemřel v roce 1823. Shromáždil jeho básně a v letech  1824-1826 je vydal.

## Výběrová bibliografie

Lorenzo Hammarsköld, portrét od Anderse Lundquista

- Försök till en kritik öfver F. Schiller (1803, Pokus o kritiku F. Schillera)
- Öfversättningar och imitationer efter äldre och nyare skalder (1806, Překlady a napodobeniny básníků, starých i nových), kniha obsahuje překlady děl Homéra, Hésioda, Anakreóna, Sofokla, Moscha, Ovidia a z modernějších básníků Petrarcy, Goetha a Tiecka. V předmluvě k dílu Hammarsköld s velkou silou a vtipem odsuzuje klasické švédské spisovatele.
- Kärleks-Qväden (1811, Milostné básně), sbírka básní obsahující erotické elegie podle Ovidiova vzoru.
- Prins Gustaf (1812, Princ Gustav), tragédie ze života švédského prince Gustava, syna krále Erika XIV.
- Poetiska studier (1813, Poetické studie), sbírka básní a překladatelská antologie.
- Helvin och Ellina eller trohetsprofvet (1817, Helvin a Ellina aneb zkouška věrnosti ), povídka.
- Utkast till de bildande konsternas historia (1817, Koncept dějin výtvarného umění), vydání autorových přednášek z roku 1815.
- Första grunderna af grekiska lårklaran (1818, První základy výuky řeckého jazyka pro začátečníky), učebnice
- Svenska Vitterheten (1818-1819, Švédská literatura: historicko-kritické poznámky), rozsáhlá encyklopedií autorů a překladatelů, která se ve svém novém přepracovaném a rozšířeném vydání od Pera Adolfa Sondéna z roku 1833 stala Hammarsköldovým  nejvýznamnějším dílem.[7]
- Svenska folksagor (1819, Švédské pohádky), společně s Johanem Olofem Imneliem.
- Markalls sömnlösa mätter (1820, Markallovy bezesné noci),  satiricko-literární spis namířený proti klasicismu
- Historiska anteckningar rörande fortgången och utvecklingen af det philosophiska studium i Sverige (1821, Historické poznámky o postupu a vývoji filozofického studia ve Švédsku), tento spis byl oceněn hlavní cenou Královské švédské akademie historie a starožitností.
- Sju timmar på Fitja (1821, Sedm hodin ve Fitji), sbírka povídek.
- Grunddragen af philosophiens historia (1825-1827, Základní rysy dějin filozofie), čtyři díly.
- Lärobok i logik (1827, Učebnice logiky)